# Mason County, Texas
Mason County är ett administrativt område i delstaten Texas, USA, med 4 012 invånare (2010). Den administrativa huvudorten (county seat) är Mason. 

## Geografi
Enligt United States Census Bureau har countyt en total area på 2 414 km². 2 414 km² av den arean är land och 0 km² är vatten. 

### Angränsande countyn
- McCulloch County - norr
- San Saba County - nordost
- Llano County - öster
- Gillespie County - söder
- Kimble County - sydväst
- Menard County - väster